# Franz Christoph Rinck von Baldenstein
Franz Christoph Rinck von Baldenstein (* 21. Januar 1641 in Jonschwil; † 6. Mai 1707 in Eichstätt) war ein deutscher Bischof und Weihbischof in Eichstätt.
Franz Christoph Rinck von Baldenstein war ein Sohn des Ignaz Balthasar Rinck von Baldenstein, der im Dienst der Fürstabtei St. Gallen stand. 1655 wurde er Domherr in Basel, 1657 Domizellar in Eichstätt. Ab 1657 studierte er am Jesuitenkolleg in Freiburg im Breisgau und von 1661 bis 1664 am Collegium Germanicum in Rom. Nachdem er am 20. Januar 1664 zum Priester für das Bistum Eichstätt geweiht worden war, war er von 1665 bis 1687 Kapitular in Basel und ab 1671 in Eichstätt.
Am 15. Mai 1684 wurde er zum Weihbischof in Eichstätt und Titularbischof von Amyclae ernannt. Am 12. November 1684 weihte ihn Johannes Eustache Egolf von Westernach, Weihbischof von Augsburg, zum Bischof. Er weihte zehn Bischöfe.
Verbunden mit dem Amt des Weihbischofs war die Propstei des Kollegiatstifts St. Nikolaus in Spalt.